# Civiltà delle macchine
Civiltà delle macchine è una rivista fondata nel 1953 da Leonardo Sinisgalli. Dopo la chiusura nel 1979, la rivista è ritornata nel 2019 su iniziativa della Fondazione Leonardo e nel 2023 ha festeggiato il 70º anniversario (1953- 2023).

## Storia
La rivista fu fondata con il sostegno finanziario di Finmeccanica, la società finanziaria dell'IRI. Nel 1953 Giuseppe Luraghi, direttore generale, incaricò l'ingegnere Leonardo Sinisgalli di creare una rivista che unisse in dialogo la cultura umanistica, la conoscenza tecnica e l'arte. Il principale obiettivo editoriale era quello della «perfetta integrazione dell'arte con la tecnica, ricercando la possibilità di leggere l'una con la visione dell'altra e viceversa». Pubblicata da Edindustria e stampata presso l'Industria Libraria Tipografica Editrice (ILTE) di Torino, la rivista uscì con cadenza bimestrale.
Collaborarono a «Civiltà delle macchine» molti personaggi della cultura italiana, tra cui Giuseppe Ungaretti, Carlo Emilio Gadda, Alberto Moravia, Arturo Tofanelli, Giuseppe Luraghi, Enzo Paci, Giansiro Ferrata. Sinisgalli continuò ad essere responsabile della rivista per i primi cinque anni, durante i quali furono trasferiti in capo all'IRI sia il controllo della finanziaria Finmeccanica che di «Civiltà delle macchine». La rivista fu chiusa nel 1979.
Nel 1983 ha iniziato le pubblicazioni la rivista Nuova Civiltà delle macchine, a cura dell'omonima Associazione. La rivista, trimestrale, è stata pubblicata fino al 2012.
Nel 2019 la rivista è stata rieditata dalla Fondazione Leonardo, che ha rinnovato il progetto editoriale. Il primo numero della nuova rivista è stato presentato il 5 giugno 2019 al Museo nazionale della scienza e della tecnologia Leonardo da Vinci di Milano. La rivista esce con cadenza trimestrale e nel 2023 per il 70º anniversario (1953- 2023) ha presentato il 26 ottobre il numero dedicato alle Trasformazioni Digitali al MAXXI - Museo nazionale delle arti del XXI secolo.
Le copertine raffigurano opere dei principali artisti italiani così come anche le illustrazioni che accompagnano gli articoli. 

## Direttori
- Leonardo Sinisgalli (1953-1958)
- Francesco d'Arcais (1958-1979)

Sospensione delle pubblicazioni (1979-2019)
- Peppino Caldarola (2019-2020)
- Antonio Funiciello (2020-2021)[9]
- Marco Ferrante (2021 - in carica)

## Firme
Dal 2019 a oggi ha ospitato articoli di Giulio Giorello, Domitilla Dardi, Giulio Tremonti, Ferruccio de Bortoli, Orlando Figes, Derrick de Kerckhove, Andrea Marcolongo, Michael C. Linch, Federico Rampini, Pietrangelo Buttafuoco, Fabiola Gianotti, Valerio Magrelli, Nicola Lagioia, Antonio Pascale, Tommaso Pincio, Vittorio Macioce, Angelo Panebianco, Carlo Cavazzoni e Guido Vitiello.